# Autonomní univerzita v Barceloně
Autonomní univerzita v Barceloně (katalánsky: Universitat Autònoma de Barcelona; španělsky: Universidad Autónoma de Barcelona) je veřejná vysoká škola ve Španělsku, respektive Katalánsku. Navzdory svému názvu nemá již sídlo přímo v Barceloně, ale v asi 20 kilometrů vzdáleném Cerdanyola del Vallès. Založena byla 6. června 1968. Je rozčleněna na třináct fakult (škol). V kampusu v Cerdanyola del Vallès je zkoncentrováno mnoho výzkumných ústavů, center a laboratoří, které jsou navíc v součinnosti s nedalekým Barcelonským synchrotronovým parkem, kde funguje synchrotronový urychlovač částic třetí generace zvaný ALBA. Několik poboček univerzity funguje i ve městech Manresa, Sabadell, Terrassa a Sant Cugat del Vallès. Některé orgány univerzity sídlí i přímo v Barceloně. K přesunu do nového rozlehlého kampusu v Cerdanyola del Vallès došlo v roce 1972, v současnosti v něm žije okolo 50 000 osob. Studentů je okolo 46 tisíc. Většina platí školné. Podle žebříčku QS World University Rankings 2024 je Autonomní univerzita v Barceloně 149. nejlepší vysokou školou na světě (63. v Evropě). Je tak nejkvalitnější univerzitou ve Španělsku. Zvláště vynikajících výsledků dosahuje ve veterinárním vzdělávání, kde je 20. nejlepší na světě.